# Wendy Schaal
Wendy Schaal (Chicago, 1954. július 2. –) amerikai színésznő. Leginkább Joe Dante filmjeiben szerepelt, de több egyéb filmben és televíziós sorozatban is szerepet vállalt. 2005 óta inkább szinkronszínészként tevékenykedik, ezen a téren leginkább Francine Smith szerepéről ismert a Seth MacFarlane által alkotott Amerikai fater című animációs vígjátéksorozatban.

## Élete
1954. július 2.-án született Chicagóban, Lois és Richard Schaal gyermekeként. Richard Schaal házastársa 1964-től 1978-ig Valerie Harper színésznő volt, ez idő alatt ő volt Wendy Schaal mostohaanyja. Wendy Schaal öt éves koráig az illinoisi Crete-ben élt szüleivel, ezután a kaliforniai Newport Beach-be költöztek. Viola Spolinnal együtt tanult Chicagóban, majd Wisconsinba és Kaliforniába költözött. 14 éves korában New Yorkban telepedett le családjával, majd Hollywoodba költöztek.

## Karrierje
A Fish, A farm, ahol élünk, Phyllis, Rhoda és Welcome Back, Kotter című televíziós sorozatokban kezdődött el a karrierje. 1981-ben a Fantasy Island című sorozatban játszotta Julie szerepét. Szerepelt az AfterMASH, Good Grief,:404 It's a Living:515 és Nearly Departed című sorozatokban is. :747 Ő szolgáltatja Francine Smith hangját az Amerikai fater című rajzfilmsorozatban.:36

## Magánélete
1977-től 1987-ig Stephen M. Schwartz volt a férje. Egy fiuk született.